# جایزه بزرگ بریتانیا ۱۹۵۹
جایزه بزرگ بریتانیا ۱۹۵۹ (انگلیسی: ‎1959 British Grand Prix‎) یک مسابقهٔ موتوری در رشتهٔ اتومبیل‌رانی فرمول یک بود که در تاریخ ۱۸ ژوئیهٔ ۱۹۵۹ در پیست اینتری واقع در لیورپول، انگلستان برگزار شد. این گراند پری در میان ۹ گراند پری در فصل ۱۹۵۹، مسابقهٔ شمارهٔ ۵ بود.
در این مسابقه که در ۷۵ دور و به مسافت ۳۶۲٫۱۰ کیلومتر (۲۲۴٫۹۹۹ مایل) برگزار شد، پول پوزیشن توسط جک برابام کسب شد و سریع‌ترین زمان برای طی یک دور پیست که برابر با ۱:۵۷٫۰ بود نیز توسط استیرلینگ ماس به ثبت رسید.
جک برابام از تیم کوپر-کلیمکس، استیرلینگ ماس از تیم بی‌آرام و بروس مک‌لارن از تیم کوپر-کلیمکس به‌ترتیب مقام‌های اول تا سوم مسابقه را کسب کردند.

## رده‌بندی قهرمانی پس از مسابقه
|       | جایگاه | راننده        | امتیاز |
| ----- | ------ | ------------- | ------ |
|       | ۱      | جک برابام     | ۲۷     |
|       | ۲      | تونی بروکز    | ۱۴     |
|       | ۳      | فیل هیل       | ۹      |
| ۱۲    | ۴      | استیرلینگ ماس | ۸٫۵    |
| ۵     | ۵      | بروس مک‌لارن   | ۸٫۵    |
| منبع: |        |               |        |

|       | جایگاه | سازنده       | امتیاز |
| ----- | ------ | ------------ | ------ |
|       | ۱      | کوپر-کلیمکس  | ۲۶     |
|       | ۲      | فراری        | ۱۶     |
|       | ۳      | بی‌آرام       | ۱۴     |
|       | ۴      | لوتوس-کلیمکس | ۳      |
| منبع: |        |              |        |

یادداشت
- تنها پنج جایگاه نخست از هر رده‌بندی نمایش داده شده‌است.